# Блоджетт (Міссурі)
Блоджетт (англ. Blodgett) — селище (англ. village) в США, в окрузі Скотт штату Міссурі. Населення — 209 осіб (2020).

## Географія
Блоджетт розташований за координатами 37°0′17″ пн. ш. 89°31′35″ зх. д. / 37.00472° пн. ш. 89.52639° зх. д. (37.004746, -89.526352).  За даними Бюро перепису населення США в 2010 році селище мало площу 0,34 км², уся площа — суходіл.

## Демографія
Згідно з переписом 2010 року, у селищі мешкало 213 осіб у 75 домогосподарствах у складі 56 родин. Густота населення становила 626 осіб/км².  Було 92 помешкання (270/км²).
Расовий склад населення:
| - 93,0 % — білих - 1,9 % — чорних або афроамериканців - 0,5 % — корінних американців - 0,5 % — азіатів |

До двох чи більше рас належало 4,2 %. Частка іспаномовних становила 2,8 % від усіх жителів.
За віковим діапазоном населення розподілялося таким чином: 30,5 % — особи молодші 18 років, 59,6 % — особи у віці 18—64 років, 9,9 % — особи у віці 65 років та старші. Медіана віку мешканця становила 36,6 року. На 100 осіб жіночої статі у селищі припадало 106,8 чоловіків;  на 100 жінок у віці від 18 років та старших — 94,7 чоловіків також старших 18 років.
Середній дохід на одне домашнє господарство  становив 39 641 долар США (медіана — 34 028), а середній дохід на одну сім'ю — 40 481 долар (медіана — 34 750). За межею бідності перебувало 36,1 % осіб, у тому числі 46,6 % дітей у віці до 18 років та 10,5 % осіб у віці 65 років та старших.
Цивільне працевлаштоване населення становило 84 особи. Основні галузі зайнятості: освіта, охорона здоров'я та соціальна допомога — 34,5 %, публічна адміністрація — 15,5 %, науковці, спеціалісти, менеджери — 11,9 %.